# Route 22 (Colombie-Britannique)
La Route 22 est une route sud / nord de la Colombie-Britannique. Elle relie la frontière canado-américaine à la ville de Castlegar.

## Description du tracé
La distance totale couverte par la route 22 est de 47 km (29 mi). Elle débute à la frontière canado-américaine à Paterson. Depuis Paterson, la route 22 se dirige vers le nord sur 11 km (7 mi) jusqu'à Rossland où elle rencontre la route 3B. Les routes forment un multiplex vers l'est sur 10 km (6 mi) jusqu'à Trail. La route 22 suit alors le fleuve Columbia vers le nord sur 26 km (16 mi) jusqu'à ce qu'elle rencontre la route 3 (Route Crowsnest) à Castlegar.

## Intersections majeures
| District régional                             | Ville     | km    | Destinations                                            | Notes                                    |
| --------------------------------------------- | --------- | ----- | ------------------------------------------------------- | ---------------------------------------- |
| Kootenay Boundary                             | Paterson  | 0,00  | SR-25 sud – Newport, Kettle Falls                       | Continue dans l'État de Washington       |
| Kootenay Boundary                             | Paterson  | 0,00  | Frontière canado-américaine                             |                                          |
| Kootenay Boundary                             | Rossland  | 10,50 | BC-3B ouest vers BC-3 – Grand Forks                     | Terminus sud du multiplex avec la BC-3B  |
| Kootenay Boundary                             | Trail     | 20,27 | BC-3B est – Salmo, Frontière                            | Terminus nord du multiplex avec la BC-3B |
| Central Kootenay                              | Castlegar | 46,48 | BC-3 (Route Crowsnest) – Grand Forks, Nelson, Cranbrook | Échangeur                                |
| Central Kootenay                              | Castlegar | 46,48 | Columbia Avenue                                         | Échangeur                                |
| - Terminus de multiplex - Transition de route |           |       |                                                         |                                          |